# Óföldeák
Óföldeák község Csongrád-Csanád vármegye Makói járásában.

## Fekvése
A vármegye délkeleti részén fekszik, aközé a három kisebb település közé tartozik, Maroslelével és Földeákkal együtt, amelyek Hódmezővásárhely és Makó hatalmas kiterjedésű külterületei közé ékelődnek be, azok által délről és északról közrefogva. Hármuk közül földrajzilag a középső: Földeák keletről, Maroslele nyugatról határolja. Lakott területe a közigazgatási terület keleti része közelében helyezkedik el, legjelentősebb külterületi településrésze, Gencshát pedig a nyugati határszélen.

### Megközelítése
Közvetlen közúti kapcsolata érdekes módon a két városi jogállású szomszédja egyikével sincs, csak a két kisebb társa felől érhető el, az azokat összekötő 4416-os úton; központjába az abból északnak kiágazó 44 125-ös számú mellékút vezet. Gencshát ugyancsak a 4416-os út mellett fekszik, az út a községrész északi széle mellett halad el.
A község területén áthalad az M43-as autópálya is, de annak csomópontja nincs Óföldeák területén, csak egy lehajtási lehetőség nélküli pihenőhelye, mindkét irányban tengelysúlymérő állomással kiegészülve. Ellenben a 4416-os mindkét végpontjának csatlakozó útja, a 4414-es és a 4415-ös is csomóponttal keresztezi a sztrádát, így az ide tartó autósok kedvük szerint választhatják akár a maroslelei, akár a makói lehajtót.
A vasútvonalak messze elkerülik a települést, a legközelebbi vasúti csatlakozási pontok csak Makón és Hódmezővásárhelyen találhatók.

## Közélete

### Polgármesterei
- 1990–1994: Barlai József (független)[3]
- 1994–1998: Barlai József (független)[4]
- 1998–2002: Barlai József (független)[5]
- 2002–2004: Barlai József (független)[6]
- 2004–2006: Hajnal Gábor (független)[7]
- 2006–2010: Hajnal Gábor (független)[8]
- 2010–2014: Hajnal Gábor (független)[9]
- 2014–2019: Simonné Sinkó Erika (független)[10]
- 2019–2024: Simonné Sinkó Erika (független)[11]
- 2024– : Simonné Sinkó Erika (független)[1]

A településen 2004. április 18-án időközi polgármester-választást tartottak, az előző polgármester lemondása miatt.

## Népesség
| Lakosok száma | 450  | 447  | 481  | 497  | 465  | 464  | 452  |
|               | 2013 | 2014 | 2017 | 2021 | 2022 | 2023 | 2024 |

2001-ben a település lakosságának közel 100%-a magyar nemzetiségűnek vallotta magát.
A 2011-es népszámlálás során a lakosok 97,8%-a magyarnak, 0,2% németnek, 2,2% románnak mondta magát (2,2% nem nyilatkozott; a kettős identitások miatt a végösszeg nagyobb lehet 100%-nál). A vallási megoszlás a következő volt: római katolikus 57%, református 12,5%, evangélikus 0,9%, görögkatolikus 1,8%, felekezeten kívüli 22,4% (5,5% nem nyilatkozott).
2022-ben a lakosság 94,8%-a vallotta magát magyarnak, 0,4% cigánynak, 0,4% románnak, 0,2% szerbnek, 0,4% egyéb, nem hazai nemzetiségűnek (4,9% nem nyilatkozott; a kettős identitások miatt a végösszeg nagyobb lehet 100%-nál). Vallásuk szerint 34,6% volt római katolikus, 6,2% református, 0,4% ortodox, 0,2% görög katolikus, 0,6% egyéb keresztény, 0,2% egyéb katolikus, 20,6% felekezeten kívüli (37% nem válaszolt).

## Nevezetességei
- Óföldeáki római katolikus templomának magja a 14. századból származik.
- Návay-kastély
- Barlai József-emlékmű[16]

## Képgaléria

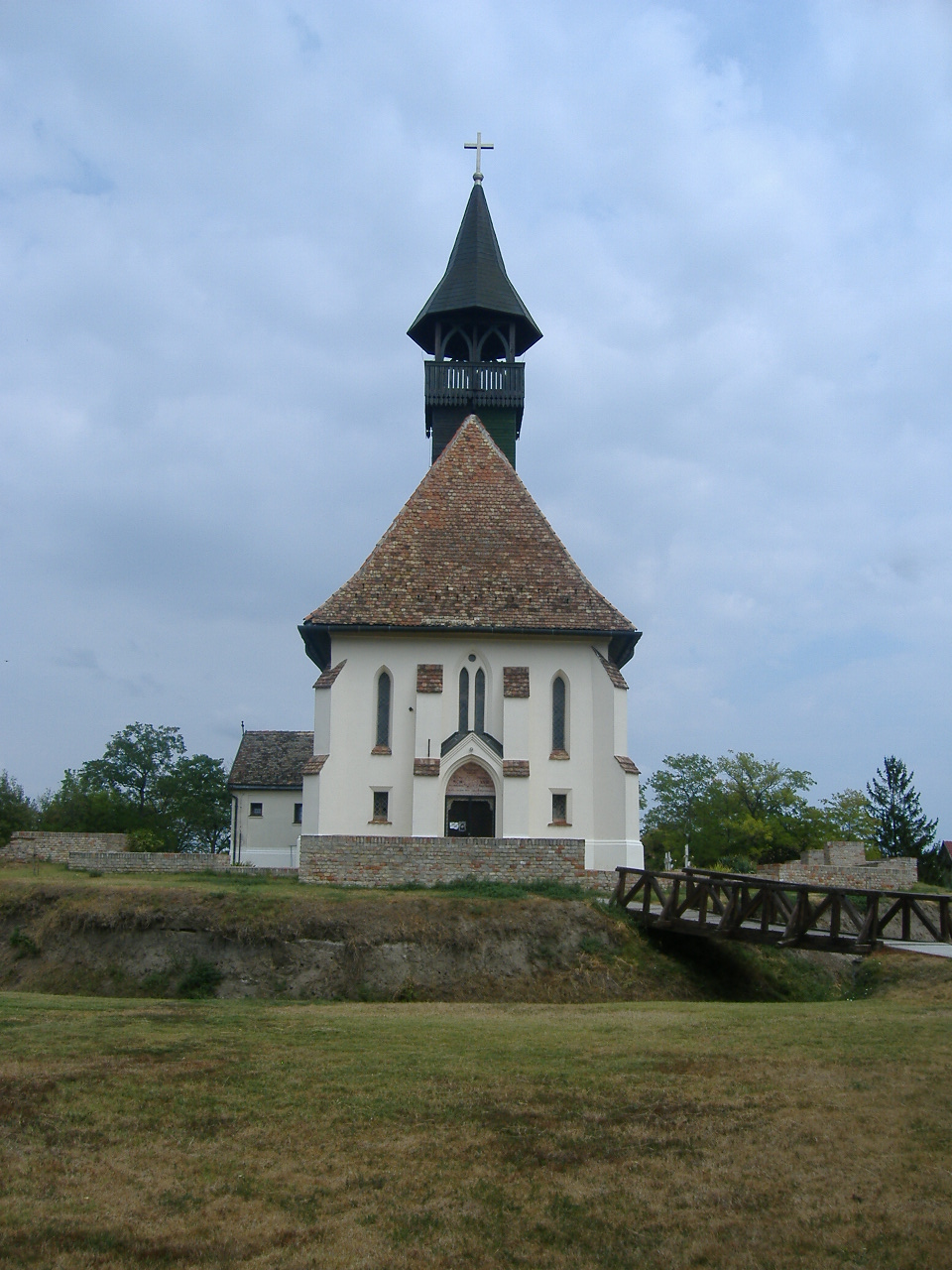
Római katolikus templom
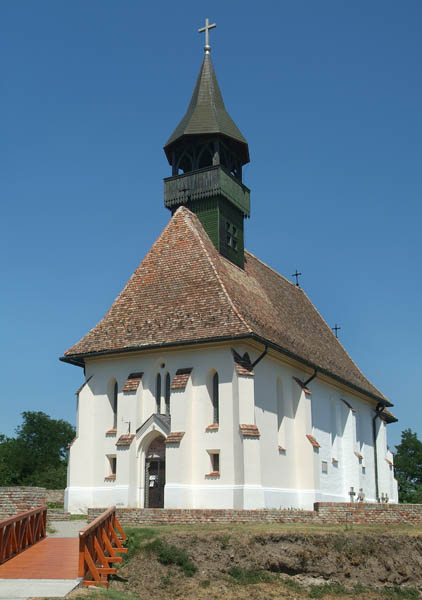
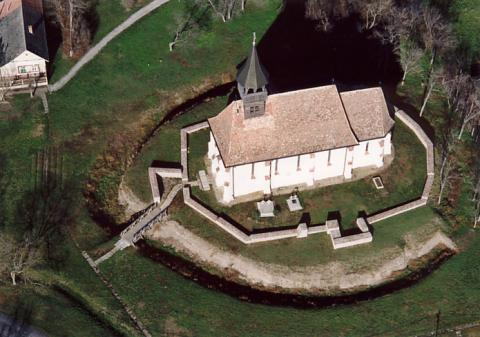
A templom légifotója
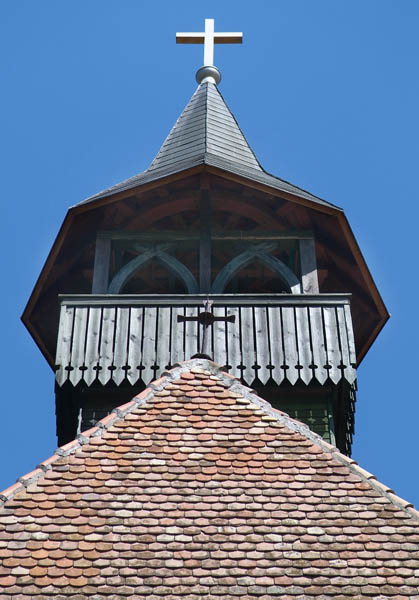
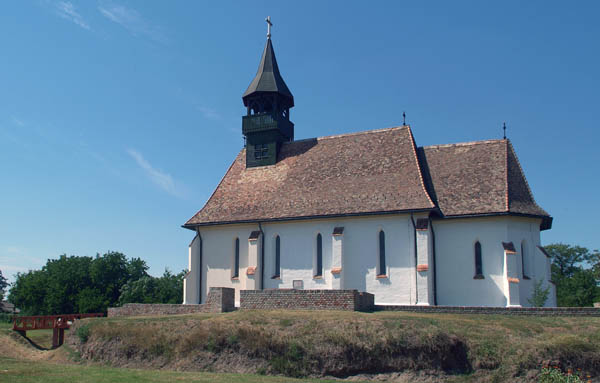
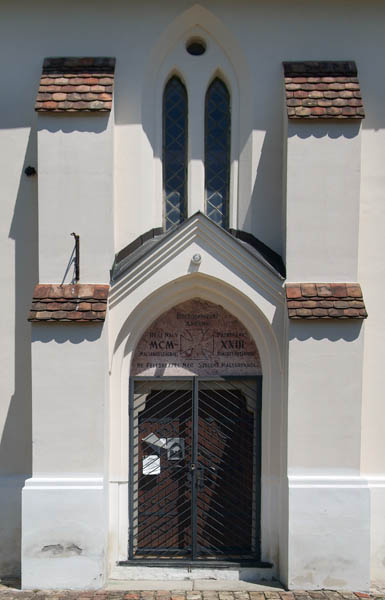

## Kiadványok a településről
- Vass József: Földeák (Óföldeák) község a XV. századtól napjainkig. Óföldeák, 2001.
- Vass József: Fejezetek Óföldeák község történetéből, dokumentumok tükrében.   I. kötet I. fejezete. Óföldeák, 2001.
- Vass József: Fejezetek Óföldeák község történetéből, dokumentumok tükrében. I. kötet II. fejezete. Óföldeák, 2002.
- Vass József: Fejezetek Óföldeák község történetéből, dokumentumok tükrében. II. kötet I. fejezete. Óföldeák, 2002.
- Vass József: Fejezetek Óföldeák község történetéből, dokumentumok tükrében. II. kötet II. fejezete. Óföldeák, 2003.
- Vass József: Fejezetek Óföldeák község történetéből, dokumentumok tükrében. III. kötet I. fejezete. Óföldeák, 2005.
- Vass József: Fejezetek Óföldeák község történetéből, dokumentumok tükrében. III. kötet II. fejezete. Óföldeák, 2008.
- Vass József: Óföldeák megmaradt öröksége. Földeák áttelepülésének 160. évfordulója tiszteletére. Óföldeák, 2006.
- Vass József: A 675 éves Óföldeák. Óföldeák, 2007.
- Vass József: Emlékek a jövőnek. Óföldeáki visszaemlékezések I. Óföldeák, 2009.
- Vass József: Az árral szembe. Az 1970-es árvíz 40. évfordulója alkalmából, emlékkiadvány. Óföldeák, 2010.